# Andrea Luchesi
Andrea Luca Luchesi (Motta di Livenza, prop de Venècia, 23 de maig de 1741 - Bonn, 21 de març de 1801) fou un organista i compositor italià.

## Biografia
Andrea Luchesi va néixer a Motta di Livenza, prop de Treviso, l'onzè fill de Pietro Luchese i Caterina Gottardi. La família més aviat rica descendia de grups de famílies nobles que s'havien traslladat de Lucca a Venècia al segle xiv (d'aquí el nom de Luchese; a partir de 1764/65 Andrea va començar a utilitzar el nom de Luchesi, que podem trobar escrit pels seus contemporanis també com a Lucchesi), Lughesi, Luckesi, Lucchezzy, etc.). Va créixer a la seva ciutat natal, rebent educació musical i general del seu germà gran Matteo, sacerdot, preceptor públic i organista.
El 1757 es va traslladar a Venècia. La protecció del noble Jseppo Morosini li va permetre estudiar amb músics eminents: Gioacchino Cocchi, Padre Paolucci, Giuseppe Saratelli, Domenico Gallo, Ferdinando Bertoni i (el més conegut d'ells) Baldassare Galuppi. La seva carrera a Venècia es va desenvolupar ràpidament: examinador de la comissió d'organistes el 1761, després organista a San Salvatore (1764), compositor d'obres per a "orgue o cembalo", música instrumental, sacra i de teatre. Va compondre per a celebracions oficials, essent l'últim (1771) el solemne funeral del duc de Montealegre, ambaixador espanyol a Venècia. Com a virtuós famós va ser convidat a tocar l'orgue a Venècia i fora, per exemple, va ser l'encarregat d'inaugurar el nou orgue de la basílica de Sant Antoni de Pàdua.
A la primavera de 1765 es va representar la seva òpera L'isola della fortuna al Hoftheater de Viena.
Mentre estava de gira per Itàlia el 1771, Leopold i Wolfgang Mozart van conèixer Andrea Luchesi i van rebre un dels seus concerts per a cembalo (Wolfgang encara tocava el concert el 1777, mentre que Leopold i Nannerl sovint utilitzaven el concert per a fins d'ensenyament i pràctica).
A finals de 1771, Luchesi va viatjar a Bonn amb un contracte de tres anys, convidat pel príncep elector arquebisbe de Colònia Maximilian Friedrich von Königsegg-Rothenfels, que desitjava elevar el nivell de qualitat de la seva orquestra de la cort. Després de la mort de l'anterior mestre de capella (Ludwig van Beethoven sènior, és a dir, l'avi de Beethoven), Andrea Luchesi va ser nomenat mestre de capella oficial de la cort el 1774.
Va adquirir la ciutadania del principat i el 1775 es va casar amb Anthonetta Josepha d'Anthoin, filla del conseller principal de Maximilian Friederich. Amb l'excepció d'una visita a Venècia el 1783-84, va viure a Bonn fins a la seva mort el 1801, tot i que el seu paper com a mestre de capella va acabar el 1794, quan les tropes d'invasió franceses van suprimir la cort.
El jove Beethoven va estar a la capella de la cort de 1781 a 1792 com a organista assistent, cembalo i viola. Tot i que la formació musical i compositiva de Beethoven probablement va estar influenciada per la presència de Luchesi, no hi ha evidència de cap relació formal entre els dos alumnes i professors. Quan l'organista de la cort Christian Gottlob Neefe va substituir temporalment el mestre de capella com a director i professor durant la seva absència de 1783-1784, Luchesi va assignar el servei d'orgue al jove Beethoven. Tampoc hi ha proves que Luchesi hagi ensenyat a altres joves músics de Bonn que van arribar a ser reconeguts internacionalment: Antonin Reicha, Bernhard Romberg i Ferdinand Ries.
Va tenir una filla, que va viure a Bonn fins a la seva mort, i quatre fills. Segons Neefe, els dos primers fills (Maximilian Friederich, nascut l'11 de desembre de 1775, i M. Jakob Ferdinand, nascut el 18 de desembre de 1777) eren músics dotats. Luchesi va morir el 21 de març de 1801 a l'edat de 59 anys a Bonn.

## Obres
- L'isola della fortuna, òpera bufa amb llibret de Giovanni Bertati, representada al Hoftheater de Viena, el 1765; també a Venècia (1765) i al Teatre Reial de Lisboa (1767).
- Ademira, òpera seria, pel Dia de l'Ascensió a Venècia (1784), en honor a la visita del rei Gustau III de Suècia
- Altres òperes: Il marito geloso (1766), Le donne sempre donne (1767), Il giocatore amoroso (1769), Il matrimonio per astuzia' (1771), Il Natal di Giove, L'inganno scoperto ovvero il conte Caramella (1773, amb llibret de Carlo Goldoni), L'amore e la misericordia guadagnano il gioco (1794).
- l'oratori Sacer trialogus (1768)
- Stabat Mater (al voltant de 1770)
- Rèquiem (1771) en fa, per al funeral d'estat del duc de Montealegre a San Geremia.
- Diverses misses i obres sagrades, entre elles: Missa per Sant Llorenç a Venècia, Missa per la Festa della concezione di Maria a Verona, Te Deum per al conservatori Incurabili de Venècia
- Passione di N.S. Gesù Cristo (1776), sobre un text de Metastasio (cd gravat per Tactus)
- Hi ha moltes obres d'orgue, entre elles:
  - 12 sonates conegudes com a Col·lecció Donelli (completades el 1764), ara al Conservatori de Nàpols
  - 6 sonatine i 8 divertimenti, ara a la Biblioteca del Congrés, Washington, DC.
  - 2 sonates pour l'orgue en els 'Menus plaisirs du Roi', París
- Música de celebració per a la festa de San Rocco a Venècia (1769)
- Serenata per al duc de Brunswick (1764)
- Cantata per al duc de Württemberg (1767)
- 2 Simfonies (1768)
- 6 Sonatas 'per il cembalo con l'accompagnamento di un violino' Op.1 (Bonn, 1772)
- Sonata in fa, 'per il cimbalo' (1771-1773?), actualment a la Universitat de Münster
- 3 Simfonies op. 2 (Bonn, 1773) - perdudes
- Concert per a clavicèmbal (Bonn, 1773) – es perden quatre concerts/trios més
- Cantata per a l'elecció del bisbe d'Arxiduc Max Franz (1785 - atribuït a Luchesi al Bonn Stadtarchiv)
- Sonate facile per a cembalo i violí (Leipzig, 1796)